# Libuše Jarcovjáková
Libuše Jarcovjáková (Praga, 1952) es una fotógrafa checa. Fotografió la vida nocturna y las minorías en Praga y Berlín Occidental en las décadas de 1970 y 1980, especialmente la escena LGBT de Praga en los años ochenta.

## Trayectoria
Jarcovjáková nació en Praga, en la entonces República Socialista Checoslovaca. Hija de una pareja de pintores, ella siempre quiso ser fotógrafa. Después de varios intentos fallidos para ser  admitida en la Escuela de Cine y Televisión de la Academia de Artes Escénicas de Praga y en el Departamento de Teoría Cultural de la Universidad de Olomouc, en 1976, en el tercer intento, pudo matricularse en la FAMU, donde estudió fotografía de 1977 a 1982. A finales de los años setenta realizó una residencia creativa en Japón durante varios meses. En 1985 Jarcovjáková se trasladó a Berlín Occidental y en 1992 regresó a Praga. Desde los años noventa se dedica a la enseñanza de fotografía y actualmente es profesora en la Escuela Superior de Diseño Gráfico y en la Escuela Secundaria de Diseño Gráfico de Praga.

### Obra
Durante el periodo de los setenta a los ochenta Jarcovjáková fotografió en blanco y negro la vida nocturna, los grupos minoritarios y las personas marginadas en Praga y Berlín Occidental. Desde 1983 hasta 1985, realizó un trabajo diario de su estilo de vida hedonista y de la clientela del T-Club, un bar LGTB clandestino que frecuentaba casi todas las noches en la Praga de los años ochenta, donde el Estado comunista era institucionalmente homófobo. Otras obras suyas creadas durante este periodo fueron los autorretratos sobre su propia vida así como las fotografías realizadas a inmigrantes vietnamitas y cubanos para que estos pudieran enviarlas a sus familiares y amigos. Aunque las relaciones sexuales entre personas del mismo sexo estaban despenalizadas en Checoslovaquia desde 1962, se seguía encarcelando abiertamente a los miembros de la comunidad LGBT. Debido a que la obra de Jarcovjáková mostraba su propia homosexualidad, así como la clientela asidua al T-Club, su trabajo no pudo mostrarse  hasta 2008.Diez años más tarde este reportaje fotográfico fue publicado con el título Evokativ. En su comentario paraThe Guardian Sean O'Hagan lo describía como un "enfoque diarístico atrevido, que deja al descubierto una vida vivida imprudentemente en medio de un período de represión política" [...] "imágenes que prestan poca atención a las preocupaciones formales, pero que capturan un tiempo y un entorno de una manera inflexible". 
La vida y la obra de Jarcovjáková fueron objeto del largometraje documental de 2024 I'm Not Everything I Want to Be, dirigido por Klára Tasovská, que se estrenó en el 74º Festival Internacional de Cine de Berlín.

### Publicaciones
- Černé Roky: 1971–1987, [The Black Years: 1971–1987]. Prague: Nakladatelství Wo-men, 2016. ISBN 9788090523968. Photographs, letters and journal entries. In English and Czech. Includes booklet titled The Black Years / English trial version, in English.
- Evokativ. Prague: Untitled, 2019. ISBN 978-80-907568-0-9. With texts by Jarcovjáková and Lucie Černá. Edition of 1000 copies.

- Ženy 60+. Prague: Nakladatelství Wo-men, 2018. Texto de Pavla Frýdlová y fotografía de Jarcovjáková. ISBN 9788090523975.[9]

## Exposiciones
- Anamnesis / Remembering, Galerie 1. Patro (Gallery 1st Floor), Prague, 2012[10]
- T-Club, Langhans café, Prague, 2019[11][12]
- Evokativ, fr, Rencontres d'Arles, Arles, France, 2019[13][14][15]

## Premios
- The Photographer of the Year, Association of Professional Photographers of the Czech Republic[16]